# Iglesia de San Francisco Javier (Taltal)
La Iglesia de San Francisco Javier de la ciudad de Taltal (II región de Chile), fue construida completamente de madera de pino oregón y de estilo gótico alemán, se remonta a partir de la década de 1860 y se destacaba por su sencillez y belleza. Se ubicaba en la calle A. Prat frente a la Plaza de Armas. Su inauguración data de 1890 y hasta el 19 de julio de 1919 perteneció a la Diócesis de La Serena, fecha en que se decretaron las medidas necesarias para que esta parroquia y la de Aguas Blancas se incorporaran al Vicariato Apostólico de Antofagasta. De acuerdo con disposiciones pontificias, el 10 de agosto de ese año se efectuó la toma de posesión en Taltal con el acta que suscribieron los autorizados representantes del Obispo de La Serena y del Vicario Apostólico de Antofagasta.
Esta iglesia fue un icono dentro de la ciudad de Taltal, siendo una de las obras de arquitectura más relevante en presentes en ella. Su campanario, era un referente, ya que podía ser divisado desde casi cualquier punto de la comuna. Cuando se suscitó el incendio que afectó a la iglesia, exactamente el 5 de enero de 2007 esta se encontraba en faenas de acomodos y restauración, lo que acrecentó la tristeza de los taltalinos, ya que era la intervención más cuantiosa de su historia.

## Incendio
La tarde del 5 de enero de 2007 la iglesia San Francisco Javier de Taltal quedó reducida a cenizas, debido a la acción descontrolada de un incendio que se desató alrededor de las 20.30. Las llamas atacaron por los cuatro costados el templo, por lo que los voluntarios del Cuerpo de Bomberos nada pudieron hacer para controlar el avance del fuego, que incluso provocó daños de consideración en su propio cuartel, la casa parroquial y algunos establecimientos comerciales ubicados en calle Prat.
La situación provocó profunda tristeza e impacto entre los habitantes de la comuna, que a esa hora paseaban en pleno centro de la ciudad, razón por la que Carabineros debió intervenir para evitar desgracias personales. Las causas del siniestro se debieron a un cortocircuito eléctrico en la cúpula mayor.

## Reconstrucción

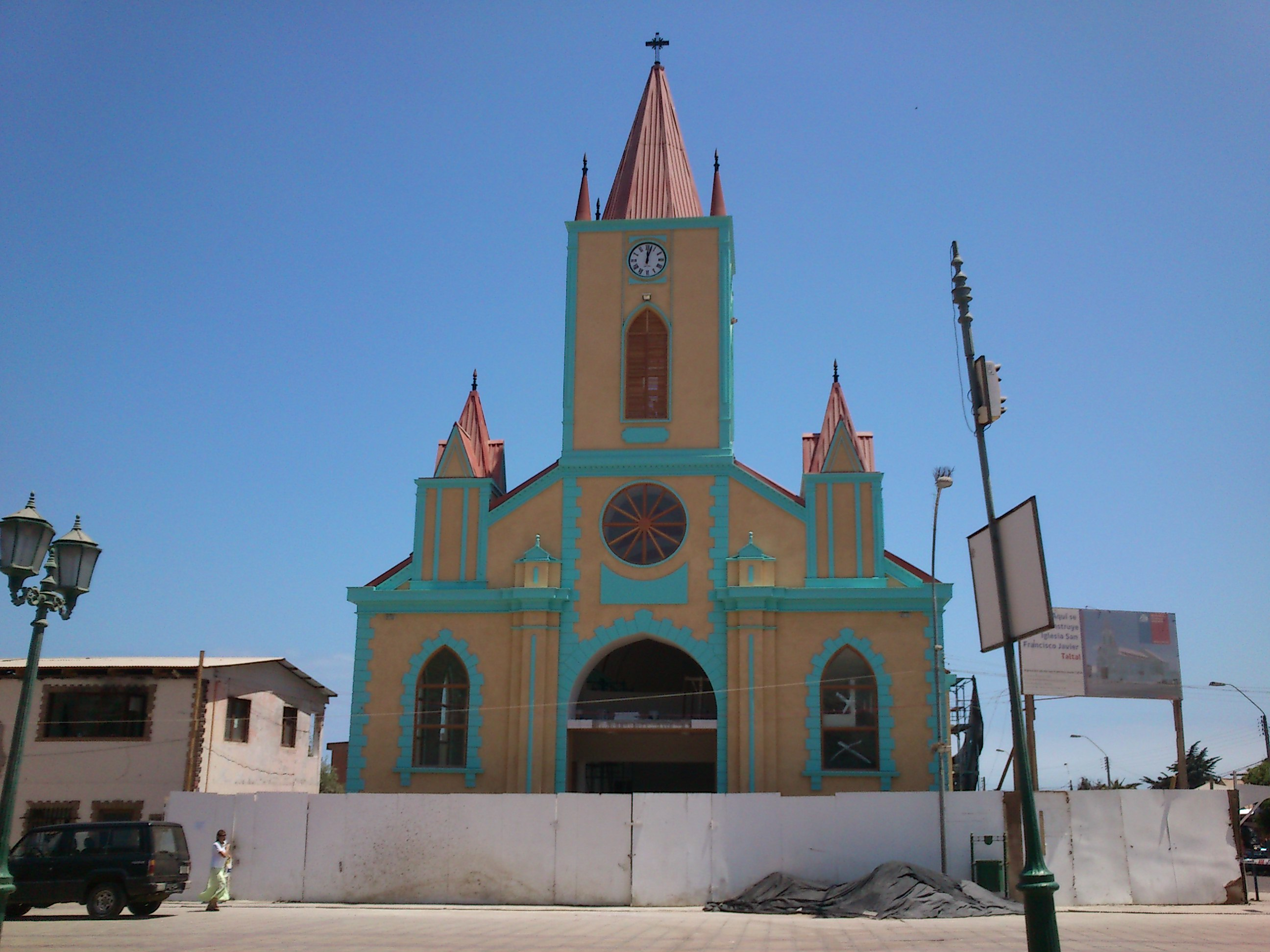
Iglesia en reconstrucción, febrero de 2013

El 14 de septiembre de 2011 se realizó una ceremonia emotiva, la que contó con participación de autoridades comunales y regionales, en la que se puso la primera piedra para comenzar su reconstrucción. El tiempo de ejecución de la obra fue de diecisiete meses.
La superficie construida total alcanza a los 900 metros cuadrados e incluye sala mortuoria, templo y un museo de la iglesia original, por lo que es un nuevo aporte urbanístico a la histórica ciudad de Taltal, ya que pretende respetar la tipología arquitectónica original y la riqueza patrimonial de la misma, pero con materiales de mayor duración y seguridad.
La nueva iglesia es de hormigón armado y cubierta metálica, con cercas de madera laminada a la vista, conservando con barniz natural elementos como puertas y marcos de ventanas, a fin de otorgar similitud de materiales  al edificio original, con una calidad que asegure la permanencia de la construcción en el tiempo y evite un siniestro similar al de 2007.
La iglesia tiene cuatro relojes, tal cual como la anterior y posee dos campanas de bronce; una de 6 dm de diámetro y 120 kg que indica las misas y eventos celebrados por la parroquia y otra de menor diámetro que suena cada una hora, ajustándose a los relojes. Tanto los relojes como las campanas funcionan de manera eléctrica y han sido traídas desde España.
El color de la nueva iglesia será turquesa con anaranjado claro, en representación a los colores que tenía el templo original hace más de 100 años atrás.

## Inauguración
Todos los esfuerzos por recuperar este templo se vieron reflejados el 18 de abril de 2013 con una emotiva ceremonia de inauguración por parte del Gobierno de Chile . Sin embargo, el 7 de junio del mismo año fue la fecha de bendición y consagración. Esta significativa actividad hizo que el templo comenzara su uso habitual hasta nuestros días, albergando a los taltalinos y turistas que admiran tanto su belleza como el temple de los taltalinos que no perdieron las esperanzas de ver su gran símbolo que tanto los caracteriza.